# Region zawierciański
Region zawierciański – jeden z 4 regionów w rzymskokatolickiej archidiecezji częstochowskiej.

## Dekanaty
W skład regionu wchodzi 5  dekanatów:
- Dekanat Koziegłowy
- Dekanat Myszków
- Dekanat Zawiercie – Najświętszej Maryi Panny Królowej Polski
- Dekanat Zawiercie – św. Piotra i Pawła
- Dekanat Żarki